# Vĩnh Hảo, Bắc Quang
Vĩnh Hảo là một xã thuộc huyện Bắc Quang, tỉnh Hà Giang, Việt Nam.

## Địa lý
Xã Vĩnh Hảo nằm ở phía đông nam huyện Bắc Quang, có vị trí địa lý:
- Phía đông giáp tỉnh Tuyên Quang và thị trấn Vĩnh Tuy
- Phía tây giáp tỉnh Tuyên Quang và các xã Tiên Kiều, Vĩnh Phúc, Đông Thành
- Phía nam giáp tỉnh Tuyên Quang
- Phía bắc giáp tỉnh Tuyên Quang và xã Hùng An.

Xã Vĩnh Hảo có diện tích 44,92 km², dân số năm 2019 là 5.131 người, mật độ dân số đạt 114 người/km².

## Lịch sử
Ngày 21 tháng 12 năm 1957, Ban Cán sự Hành chính Lao - Hà - Yên ban hành Quyết định số 564/1957/TC+CB về việc thành lập thị trấn Vĩnh Tuy trên cơ sở tách thôn Vĩnh Tuy, xóm Hàm Rồng, xóm Ngòi Cồ thuộc xã Vĩnh Hảo.
Ngày 1 tháng 12 năm 2003, Chính phủ ban hành Nghị định 146/2003/NĐ-CP về việc thành lập xã Đông Thành trên cơ sở điều chỉnh 1.478 ha diện tích tự nhiên và 443 nhân khẩu của xã Vĩnh Hảo.
Sau khi thành lập xã Đông Thành, xã Vĩnh Hảo còn lại 5.082 ha diện tích tự nhiên và 4.565 nhân khẩu.